# 長谷川正憲
長谷川 正憲（はせがわ まさのり、1890年（明治23年）11月3日 - 1964年（昭和39年）7月25日）は、大日本帝国陸軍軍人。最終階級は陸軍少将。功四級。

## 経歴
1890年（明治23年）に富山県で生まれた。陸軍士官学校第24期、陸軍大学校第35期卒業。1932年（昭和8年）6月に北京駐屯歩兵隊長に就任し、1936年（昭和11年）3月28日に第3師団司令部附となり、名古屋医科大学に配属され、8月1日に陸軍歩兵大佐に進級した。1937年（昭和12年）7月に歩兵第47連隊長（第1軍・第6師団・歩兵第11旅団）に就任し、日中戦争に出動。保定会戦では千軍台で激戦を繰り広げ、石家荘会戦にも参加。その後第10軍隷下に編入され、杭州湾上陸作戦、南京攻略戦、広州での掃討戦と連戦し、武漢作戦にも参加した。
1938年（昭和13年）9月に留守第14師団司令部附となり、1939年（昭和14年）3月9日に陸軍少将に進級した。同年9月12日に支那派遣軍総司令部附となり、11月7日に新設された独立混成第17旅団（第13軍）の旅団長に11月15日に就任。上海とその周辺の警備に任じつつ、蘇北作戦などに参加した。1941年（昭和16年）12月に樺太混成旅団長（北部軍）に就任し、上敷香で国境守備に任じた。1942年（昭和17年）12月1日に待命、12月28日に予備役に編入された。
1947年（昭和22年）11月28日、公職追放仮指定を受けた。

## 栄典
勲章等
- 1940年（昭和15年）8月15日 - 紀元二千六百年祝典記念章[5]